# Ras al-Ayn
Ras al-Ayn, talvolta Ras al-Ain (in arabo رأس العين‎?; in curdo  سەرێ کانیێ‎), è una città della Siria, facente parte del Governatorato di Al-Hasaka al confine con la Turchia.

## Storia
Considerata una delle città più antiche dell'Alta Mesopotamia, l'area di Ras al-Ayn è abitata almeno dal Neolitico (circa 8.000 a.C.). Più tardi conosciuta come l'antica città aramea del Sikkan, la città romana di Rhesaina e la città bizantina di Teodosiopoli, la città fu distrutta e ricostruita più volte, e in epoca medievale fu soggetta a feroci battaglie tra diverse dinastie musulmane. Durante il genocidio armeno, Ras al-Ayn era uno dei principali punti di raccolta per gli armeni deportati. Circa 80.000 armeni, per lo più donne e bambini, furono massacrati nei campi di sterminio nel deserto vicino a Ras al-Ayn. Con il trattato di Ankara del 1921 Ras al-Ayn fu, divisa con la sua parte settentrionale, l'attuale Ceylanpınar, ceduta alla Turchia.

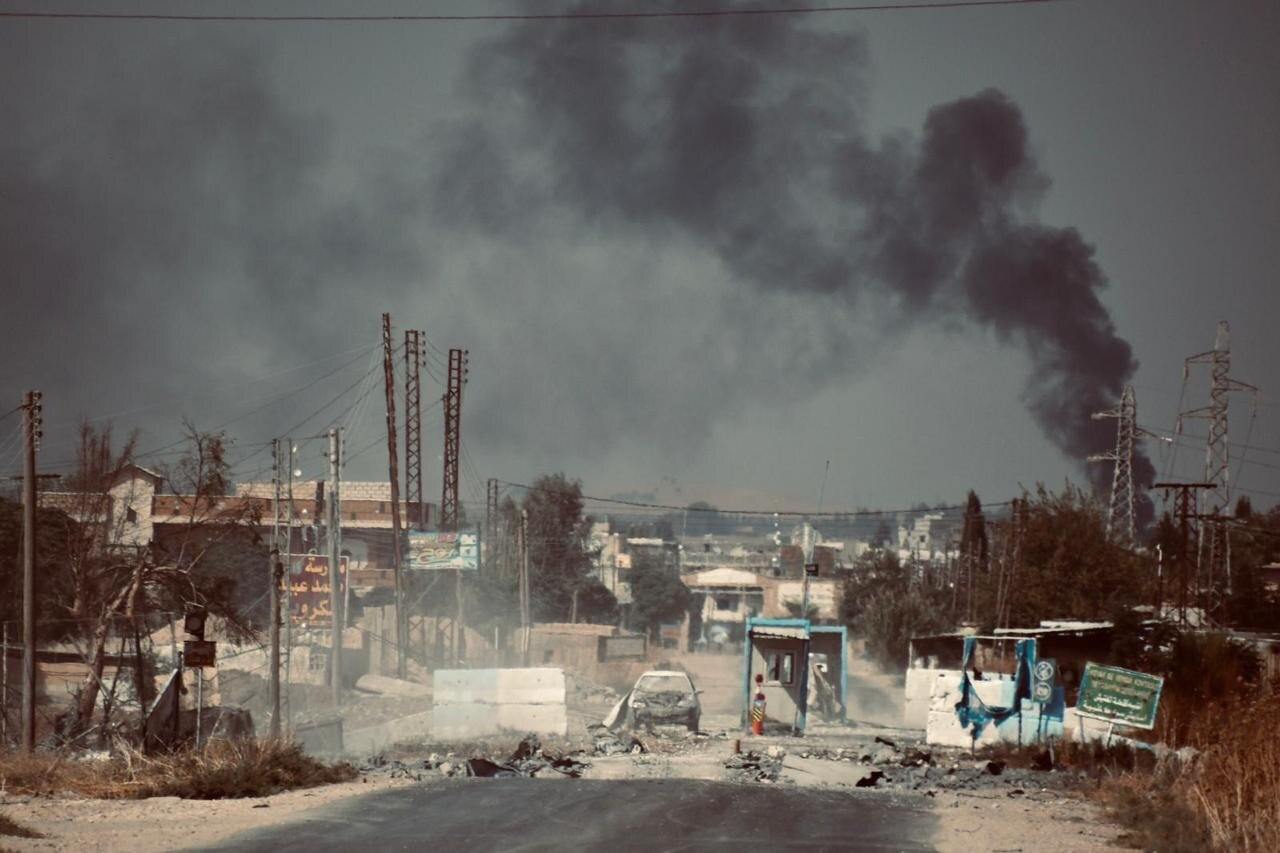
La città dopo gli attacchi turchi dell'11 ottobre 2019

Con una popolazione di 29 347 (dato del 2005) è la terza città più grande del Governatorato di al-Hasakah. La città è abitata prevalentemente da arabi e curdi, con un numero significativo di siriaci/assiri e un numero minore di armeni e ceceni.
Durante la guerra civile siriana degli anni 2010, la città fu danneggiata dal conflitto. Nel 2012 fu inizialmente attaccata e occupata dalle milizie di Al-Nusra. Nei mesi successivi le Unità di Protezione Popolare (YPG) supportate dalla popolazione curda occuparono la città allontanando i jihadisti. La città fu quindi inclusa nel Rojava. Fu successivamente attaccata dalle forze armate turche nell'ambito dell'offensiva turca nella Siria nordorientale del 2019, e le unità curde dovettero ritirarsi dalla città in base agli accordi per il cessate il fuoco con la Turchia.